# Pojkarna (film)
Pojkarna är en svensk film i regi av Alexandra-Therese Keining, som hade biopremiär 19 februari 2016. Filmen är baserad på ungdomsromanen med samma namn av Jessica Schiefauer.
Den visades på Toronto International Film Festival den 12 september 2015.

## Handling
En berättelse om systerskap och identitet, kärlek och förvandling. Och om att kön kanske är något vi skapar, inte något vi är.

## Rollista
- Wilma Holmén - Bella
- Louise Nyvall - Momo
- Tuva Jagell - Kim
- Vilgot Ostwald - Bella
- Alexander Gustavsson - Momo
- Emrik Öhlander - Kim
- Mandus Berg - Tony
- Adam Dahlgren	 - Höken
- Filip Vester - Jesper
- Malin Eriksson - Tonys tjej
- Olle Wirenhed - Bellas pappa
- Anette Nääs - Kims mamma
- Lars Väringer - Sten
- Josefin Neldén - Gymnastikläraren
- Simon Settergren - Kassabiträdet